# Костринський
Костринський (рос. Костринский) — містечко у Тихвінському районі Ленінградської області Російської Федерації.
Населення становить 13 осіб. Належить до муніципального утворення Тихвінське міське поселення.

## Історія
Населений пункт розташований на історичній Новгородській землі, знищеній Московським царством у 15 столітті.
Згідно із законом від 1 вересня 2004 року № 52-оз належить до муніципального утворення Тихвінське міське поселення.

## Населення
| 1997 | 2002 | 2007 | 2010 |
| ---- | ---- | ---- | ---- |
| 10   | ↘8   | ↗9   | ↗13  |